# Trouble ohne Paddel
Trouble ohne Paddel (Without a Paddle) ist eine US-amerikanische Abenteuerkomödie aus dem Jahr 2004. Regie führte Steven Brill, das Drehbuch schrieben Jay Leggett und Mitch Rouse.

## Handlung
Die Freunde Billy Newwood, Tom Marshall, Jerry Conlaine und Dan Mott wuchsen gemeinsam auf, haben sich dann aber aus den Augen verloren, weil jeder seinen Weg ging. Durch den Tod von Newwood treffen sich die anderen zu dessen Begräbnis erstmals wieder. Sie finden eine von Newwood hinterlassene Karte mit der Lage des Verstecks von 200.000 US-Dollar des Flugzeugentführers D. B. Cooper. 
Die Freunde suchen den Schatz in den Wäldern von Oregon, wo sie am Spirit River von einem Bären angegriffen werden. Später werden sie von den Hinterwäldlern Dennis und Elwood gestört, die sie fortan verfolgen. Sie wollen bereits aufgeben, können aber den Heimweg nicht finden. Sie hören Musik und kommen zu einer illegalen Marihuana-Plantage.
Die Freunde müssen fliehen, weil Dennis und Elwood auf sie schießen, dabei brennt versehentlich die gesamte Plantage ab. Auf der Suche nach dem rechten Weg wieder nach Hause begegnen ihnen zwei hübsche junge Frauen im Wald, die sich liebevoll um die drei kümmern. Sie besitzen sogar ein Funkgerät, sodass sie denken Hilfe herbeiholen zu können, doch Dennis und Elwood fangen den Funkspruch ab. Die Jungs müssen fliehen und finden bei einem alten Einsiedler Unterschlupf. Dennis und Elwood folgen ihnen noch immer und schießen erneut auf sie, sodass die Freunde erneut fliehen müssen.
Auf ihrer Flucht finden sie in einem verlassenen Schacht das Skelett von D. B. Cooper. Die Freunde finden bei ihm verbrannte Banknoten, welche er anzündete, um sich zu wärmen. Dan stellt somit weise fest, dass der „wahre Schatz das Leben selber“ ist. Als sie von Dennis und Elwood entdeckt werden, kommt es zum Kampf, der vom eintreffenden Sheriff Briggs unterbrochen wird. Doch Briggs erweist sich als Chef einer Bande, der Dennis und Elwood angehören und die den illegalen Marihuana-Anbau betreibt.
Nach einem weiteren Kampf werden Sheriff Briggs sowie seine Helfer überwältigt und festgenommen. Die drei Freunde werden wie Helden gefeiert und erhalten vom Einsiedler, welcher der Komplize von D. B. Cooper war, den Fallschirm und 100.000 Dollar, welche sein Anteil waren und die Cooper nicht verbrannt hat.

## Kritiken
Michael Rechtshaffen schrieb in der Zeitschrift The Hollywood Reporter vom 16. August 2004, der Film schlage einen unsicheren Kurs zwischen Wildheit und Sanftheit ein. Rechtshaffen kritisierte die Regie von Steven Brill und lobte die Kameraarbeit.
Das Lexikon des internationalen Films schrieb, der Film sei eine „belanglose Nonsens-Komödie“. Er setze auf „pubertäre Blödeleien“ und lasse „keine Albernheit“ aus.

## Hintergründe
Der Film wurde in Wellington und in einigen anderen Orten in Neuseeland gedreht. Seine Produktionskosten betrugen schätzungsweise 19 Millionen US-Dollar. Er spielte in den Kinos der USA ca. 58,16 Millionen US-Dollar ein. In Deutschland zählte man ca. 232.000 Kinozuschauer.
Im Jahre 2009 entstand unter der Regie von Ellory Elkayem eine Fortsetzung mit dem Titel Trouble ohne Paddel 2 – Die Natur ruft! (Without a Paddle: Nature's Calling), die direkt für den DVD-Markt produziert wurde.